# Festivali i Këngës 36
Festivali i Këngës 36 var den 36:e upplagan av Festivali i Këngës och arrangerades i december 1997. Tävlingen leddes av fyra programledare bestående av Adi Krasta och tre kvinnor. Vann gjorde Elsa Lila med balladen "Larg urrejtje". På andra plats slutade Aurela Gaçe med "Fati ynë shpresë dhe marrëzi" och trea kom Mira Konçi med "Fjalët magjike".

## Deltagare (urval)
| Plats | Artist                     | Låt                            | Text           | Musik           |
| ----- | -------------------------- | ------------------------------ | -------------- | --------------- |
| 1     | Elsa Lila                  | "Larg urrejtje"                | Alqi Boshnjaku | Valentin Veizi  |
| 2     | Aurela Gaçe                | "Fati ynë shpresë dhe marrëzi" | Ilirjan Zhupa  | Ferdinand Deda  |
| 3     | Mira Konçi                 | "Fjalët magjike"               | i.u.           | Shpëtim Saraçi  |
| i.u.  | Eranda Libohova            | "Bota iluzion"                 | Enrieta Sina   | Gazmend Mullahi |
| i.u.  | Albërie Hadërgjonaj        | "Lozonjare"                    | Arben Duka     | Luan Zhegu      |
| i.u.  | Rovena Dilo                | "Hape qiellin për mua"         | i.u.           | i.u.            |
| i.u.  | Ledina Çelo                | "Ishte një ëndërr"             | i.u.           | i.u.            |
| i.u.  | Irma Libohova              | "Lady D"                       | i.u.           | i.u.            |
| i.u.  | Eneda Tarifa & Sajmir Çili | "Yjët e shpresës"              | i.u.           | i.u.            |
| i.u.  | Ledina Çelo                | "Ishte një ëndërr"             | Agim Shehu     | Avni Mula       |